# Утакмице фудбалске репрезентације Мађарске 1914.
| Домаћин · 1914 | Гост · 1914 |

Фудбалска репрезентација Мађарске је током 1914. године одиграла шест утакмица , од којих три против Аустрије и једна од њих је била за Вагнеров трофеј. Пет осталих утакмица су биле пријатељског карактера.
Савезни капетани националног тима су били:
- Еде Херцог 48–52.
- Фређеш Миндер 53.[note 1]

## Утакмице
| Аустрија       | 2 : 0 (2 : 0) | Мађарска |
| -------------- | ------------- | -------- |
| Фишера 19’ 34’ | Извештај      |          |

| Мађарска                                    | 5 : 1 (1 : 1) | Француска |
| ------------------------------------------- | ------------- | --------- |
| Боднар 20’ 78’ 87’ · Пајер 76’ · Патаки 76’ | Извештај      | Бруз 1’   |

| Шведска   | 1 : 5 (0 : 3) | Мађарска                                                               |
| --------- | ------------- | ---------------------------------------------------------------------- |
| Ансен 71’ | Извештај      | Пајер 21’ · Тот Потја 33’ · Ђезе Борис 44’ · Бела Рац 60’ · Шлосер 87’ |

| Шведска         | 1 : 1 (0 : 1) | Мађарска   |
| --------------- | ------------- | ---------- |
| Е, Берјесон 50’ | Извештај      | Шлосер 30’ |

| Мађарска                       | 2 : 2 (0 : 2) | Аустрија                   |
| ------------------------------ | ------------- | -------------------------- |
| Арпад Поц Нађ 54’ · Шлосер 72’ | Извештај      | Студницка 36’ · Сватош 45’ |

| Аустрија  | 1 : 2 (0 : 0) | Мађарска                          |
| --------- | ------------- | --------------------------------- |
| Кутан 68’ | Извештај      | Калман Конрад II 59’ · Боднар 87’ |

## Незванична утакмица
| Репрезентација Будимпеште          | 3 : 1 (1 : 1) | Репрезентација Берлина |
| ---------------------------------- | ------------- | ---------------------- |
| Боднар 20’ (пен.) 87’ · Шлосер 60’ | Извештај      | Куглер 44’             |

Састав репрезентације Мађарске на 48. утакмици
Карољ Жак, Ђула Румболд, Имре Пајер, Геза Кертес, Ђерђ Хлаваи, Золтан Блум, Имре Таусиг, Тот Потја, Михаљ Патаки, Јожеф Хорват, Арпад Месарош
- Селектор: Еде Херцог[3]

Састав репрезентације Мађарске на 49. утакмици
Карољ Жак, Ђула Румболд, Имре Пајер, Бела Киш, Јене Карољ, Золтан Блум, Ђезе Рац, Шандор Боднар, Михаљ Патаки, Имре Шлосер, Гашпар Борбаш
- Селектор: Еде Херцог[4]

Састав репрезентације Мађарске на 50. утакмици
Микша Кнап, Имре Пајер, Ференц Чидер, Ђула Биро, Јене Карољ, Золтан Блум, Тот Потја, Ђезе Борис, Бела Рац, Имре Шлосер, Јанош Бети 
- Селектор: Еде Херцог[5]

Састав репрезентације Мађарске на 51. утакмици
Карољ Жак, Ђула Румболд, Имре Пајер, Ђула Биро, Ђерђ Хлаваи, Золтан Блум, Ђезе Рац, Шандор Боднар, Бела Раз, Имре Шлосер, Тот Потја
- Селектор: Еде Херцог[6]

Састав репрезентације Мађарске на 52. утакмици
Карољ Жак, Бела Керлинг, Ференц Чидер, Бела Киш, Ђерђ Хлаваи, Вилмош Кертес II, Енгелберт Клемент, Шандор Боднар, Арпад Поц Нађ, Имре Шлосер, Јанош Бети
- Селектор: Еде Херцог[7]

Састав репрезентације Мађарске на 53. утакмици
Карољ Жак, Бела Керлинг, Ференц Чидер, Ђула Биро, Ђерђ Хлаваи, Фриђеш Мандл, Тот Потја, Шандор Боднар, Калман Конрад, Имре Шлосер, Гашпар Борбаш
- Селектор: Миндер[8]

Састав репрезентације Будимпеште на утакмици против репрезентације Берлина
Карољ Жак, Агоштон Чордаш (Густав), Ференц Чидер, Ђула Биро, Ђерђ Хлаваи, Лајош Ајнваг, Бела Рац, Шандор Боднар, Вилмош Кертес II, Имре Шлосер, Тот Потја
- Селектор: Миндер[9][10]

## Играчи репрезентације
| - Имре Пајер - Михаљ Патаки - Имре Шлосер - Калман Конрад - Ђула Румболд - Карољ Јене - Бела Керлинг - Бела Киш - Фриђеш Миндер, селектор |